# Zabór pruski
     Ziemie I Rzeczypospolitej zagarnięte wskutek rozbiorów przez Prusy, wchodzące po 1867 r. w skład Związku Północnoniemieckiego, a po 1871 roku w skład Cesarstwa Niemieckiego (II Rzeszy). Większość pozostała pod władzą pruską aż do przełomu 1918/1919 roku, czyli do momentu odzyskiwania przez Polskę niepodległości, oprócz Gdańska, stanowiącego po 1920 r. zależne od Polski wolne miasto, a także ziemi malborskiej, Warmii oraz części terytoriów Wielkopolski i Pomorza Gdańskiego wchodzących w skład Marchii Granicznej Poznańsko-Zachodniopruskiej, które przyłączono ponownie do Polski dopiero w 1945 roku.
     Okolice Czarnomyśla, starostwo drahimskie, ziemia lęborsko-bytowska, a także ziemie pruskie inne, niż zdobyte wskutek rozbiorów Polski (w tym regiony etnokulturowe zamieszkałe w różnym odsetku przez ludność polskojęzyczną, tj. pruski Górny Śląsk, skrawki Dolnego Śląska, Mazury oraz część Powiśla położona w dawnej Pomezanii Książęcej)
     Ziemie I Rzeczypospolitej zagarnięte wskutek rozbiorów przez Prusy, utracone przez nie już w 1806 roku w trakcie wojen napoleońskich, które po wojnach w 1815 roku znalazły się pod rządami Imperium Rosyjskiego (z wyjątkiem okolic Białegostoku, które już w 1807 roku, po pokoju w Tylży, znalazły się w granicach Rosji)

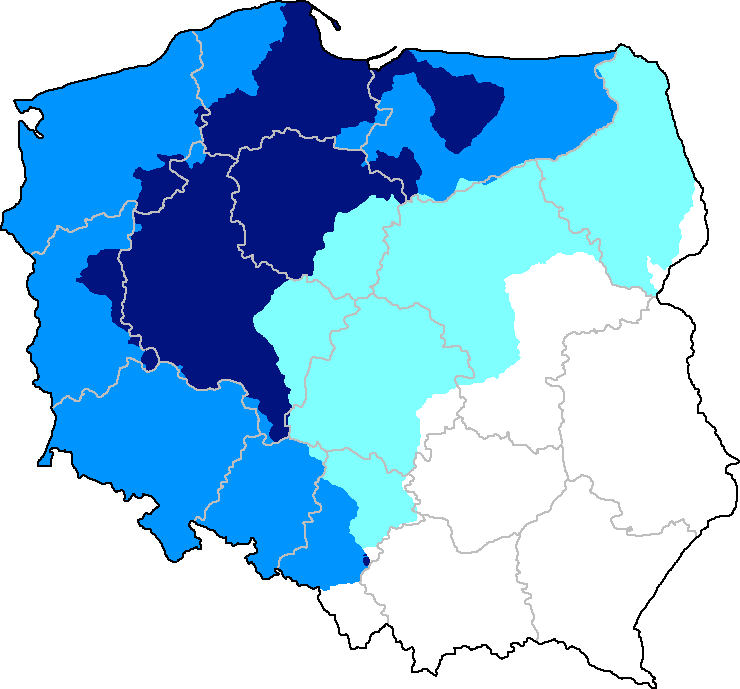
Terytoria Królestwa Prus położone w granicach współczesnej Polski, w tym ziemie dawnych Prus Książęcych i ziemie zaboru pruskiego (włączając w to okolice Czarnomyśla, dawne starostwo drahimskie i ziemię lęborsko-bytowską), do 1806 r. leżące w całości poza granicami Świętego Cesarstwa Rzymskiego (I Rzeszy), a następnie (z wyjątkiem ziemi lęborsko-bytowskiej i okolic Czarnomyśla) także poza granicami powołanego w jego miejsce Związku Niemieckiego, ostatecznie włączone w skład niemieckiego państwa narodowego dopiero wraz z powołaniem w 1867 r. Związku Północnoniemieckiego.
----
Ziemie I Rzeczypospolitej zagarnięte wskutek rozbiorów przez Prusy, wchodzące po 1867 r. w skład Związku Północnoniemieckiego, a po 1871 roku w skład Cesarstwa Niemieckiego (II Rzeszy). Większość pozostała pod władzą pruską aż do przełomu 1918/1919 roku, czyli do momentu odzyskiwania przez Polskę niepodległości, oprócz Gdańska, stanowiącego po 1920 r. zależne od Polski wolne miasto, a także ziemi malborskiej, Warmii oraz części terytoriów Wielkopolski i Pomorza Gdańskiego wchodzących w skład Marchii Granicznej Poznańsko-Zachodniopruskiej, które przyłączono ponownie do Polski dopiero w 1945 roku.
Okolice Czarnomyśla, starostwo drahimskie, ziemia lęborsko-bytowska, a także ziemie pruskie inne, niż zdobyte wskutek rozbiorów Polski (w tym regiony etnokulturowe zamieszkałe w różnym odsetku przez ludność polskojęzyczną, tj. pruski Górny Śląsk, skrawki Dolnego Śląska, Mazury oraz część Powiśla położona w dawnej Pomezanii Książęcej)
Ziemie I Rzeczypospolitej zagarnięte wskutek rozbiorów przez Prusy, utracone przez nie już w 1806 roku w trakcie wojen napoleońskich, które po wojnach w 1815 roku znalazły się pod rządami Imperium Rosyjskiego (z wyjątkiem okolic Białegostoku, które już w 1807 roku, po pokoju w Tylży, znalazły się w granicach Rosji)

Ziemie Rzeczypospolitej po rozbiorach w latach 1795–1806

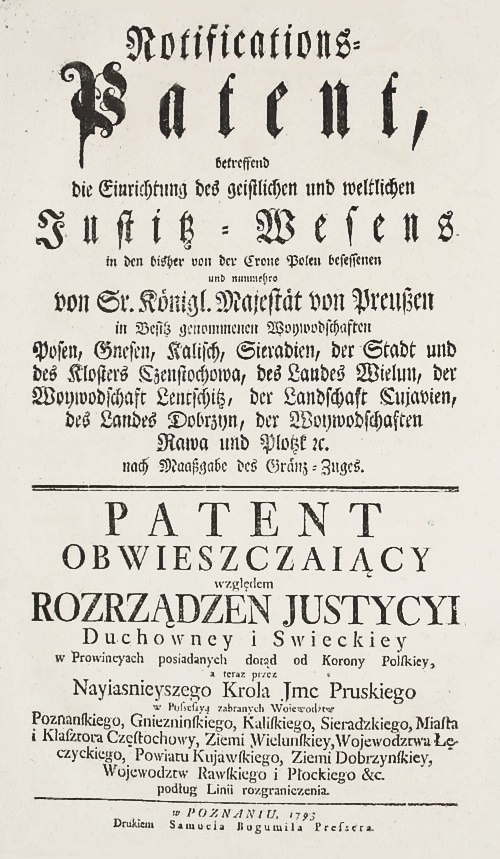
Obwieszczenie o II zaborze pruskim, 1793

Zabór pruski, po 1867 r. zabór niemiecki – ziemie dawnej Rzeczypospolitej zajęte w wyniku rozbiorów przez Królestwo Prus, włączone w skład niemieckiego państwa narodowego wraz z powołaniem w 1867 r. Związku Północnoniemieckiego, przekształconego następnie w 1871 r. w Cesarstwo Niemieckie. 
Obszar ziem dawnej Rzeczypospolitej pod władztwem króla pruskiego zmieniał się na przestrzeni lat, tj. od pierwszego rozbioru w 1772 r. do chwili odzyskania niepodległości przez Polskę w 1918 r.
Po III rozbiorze Polski (1795) obszar zaboru pruskiego stanowił ponad połowę terytorium Królestwa Prus, zaś osoby polskojęzyczne stanowiły około połowę ludności Królestwa Prus w latach 1795–1806. Terytoria te pozostawały poza granicami Świętego Cesarstwa Rzymskiego.

## Pojęcie „zaboru pruskiego”

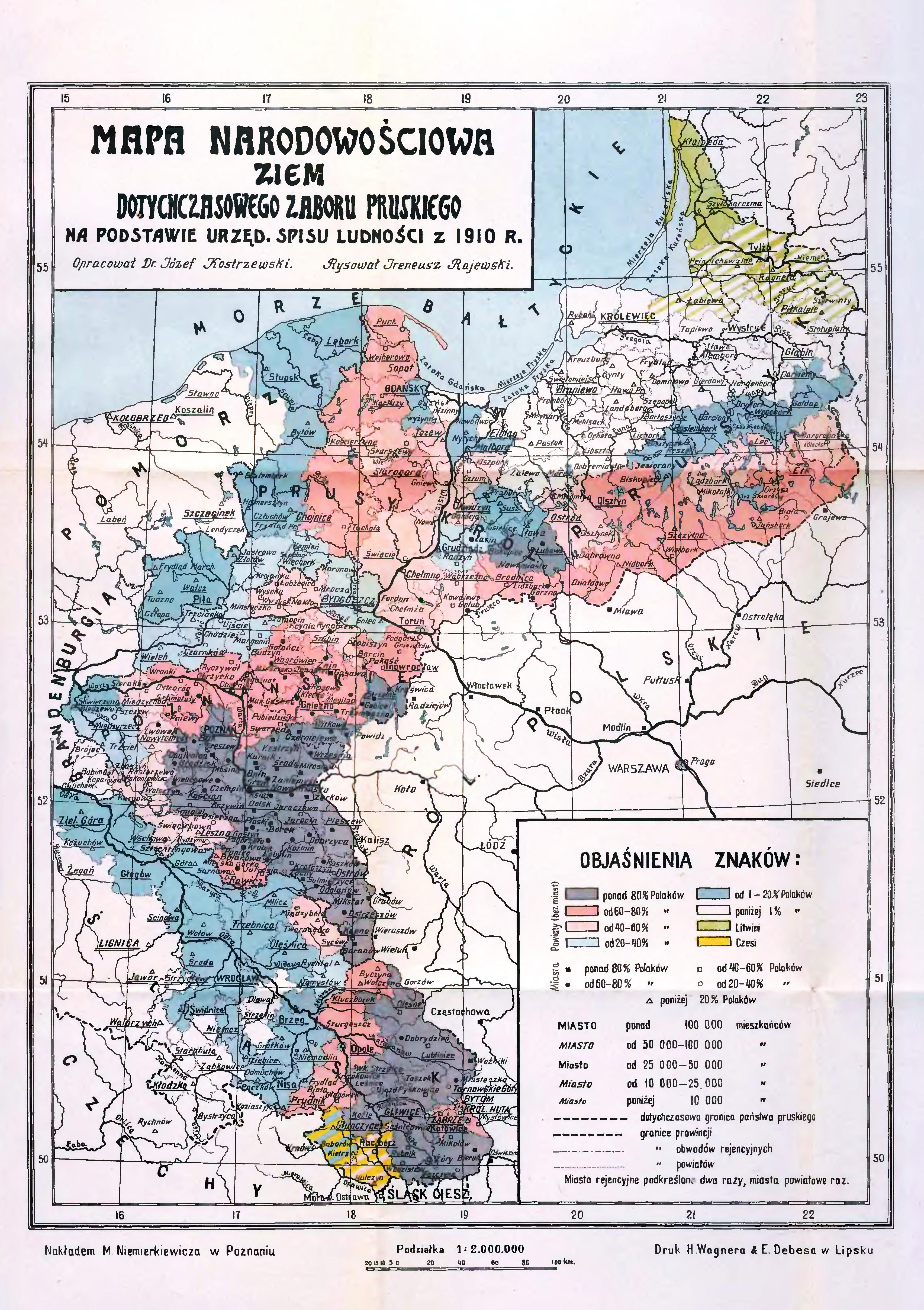
Mapa językowa ziem zaboru pruskiego, dawnych Prus Książęcych i pruskiej części Górnego Śląska oraz niektórych terenów Dolnego Śląska i Pomorza Zachodniego (tereny nie należące do zaboru pruskiego) na podstawie urzędowego pruskiego spisu ludności z 1910 r. (w spisie deklarowało się używany język, a nie narodowość). Sporządzona przez Józefa Kostrzewskiego i Ireneusza Rajewskiego 1919

Pojęcie zabór pruski nie obejmuje obszaru Górnego Śląska i innych ziem, które przed rozbiorami nie znajdowały się w granicach dawnej I Rzeczypospolitej, a po odzyskaniu niepodległości przez Polskę znalazły się w jej granicach. Sytuacja na Górnym Śląsku, Mazurach oraz innych niż ziemia malborska obszarów Powiśla, jest często omawiana łącznie z sytuacją w zaborze pruskim, ze względu na liczną obecność osób polskojęzycznych i osób w różny sposób identyfikujących się z Polską, podobnie jak sytuacja Okręgu Kłajpedy i zamieszkującej tam ludności litewskiej, w kontekście jego przyłączenia do Republiki Litewskiej. Na Górnym Śląsku, Mazurach i Powiślu istniały polskie organizacje niepodległościowe, w tym na terenie Górnego Śląska (działaczami byli np. Wojciech Korfanty, Karol Miarka, Józef Lompa, Juliusz Ligoń, Jan Ligoń i wiele innych osób), co po odzyskaniu niepodległości przez Polskę skutkowało powstaniami śląskimi, plebiscytem i ostatecznie przyłączeniem do państwa polskiego. Już w XIX wieku dla Polaków mieszkających na Górnym Śląsku wydawano polskojęzyczne gazety, tak jak m.in. w Wielkopolsce czy na Pomorzu. Mimo że znaczna część Śląska nie zintegrowała się na stałe z państwem polskim po rozbiciu dzielnicowym, jakie nastąpiło po śmierci Bolesława Krzywoustego w 1138 roku, a państwo polskie formalnie zrzekło się praw do Górnego Śląska (a dokładniej do ówczesnych księstw śląskich) w XIV wieku za czasów panowania króla Kazimierza Wielkiego, ludność polska na tym obszarze zawsze stanowiła przeważający element etniczny, a sam Śląsk do XIV wieku opisywany był przez kronikarzy jako część Polski. Podobnie jak w przypadku Górnego Śląska, na obszarze Mazur i Powiśla także żyła znaczna liczba ludności polskojęzycznej, zorganizowano plebiscyt, który zakończył się porażką strony polskiej a region niemal w całości pozostał w granicach Niemiec.

## Historia

### I rozbiór Polski – rok 1772
W jego wyniku Prusy zajęły, jako Prusy Zachodnie: Pomorze Gdańskie i ziemię chełmińską (bez Gdańska i Torunia), Warmię oraz większość Kujaw i północną Wielkopolskę – łącznie obszar o powierzchni 34 900 km² zamieszkały przez 356 tys. osób. Ziemia lęborsko-bytowska oraz dawne starostwo drahimskie zostały natomiast włączone do Prowincji Pomorze.

### II rozbiór Polski – rok 1793
Drugi rozbiór objął, jako Prusy Południowe: ziemie Wielkopolski z Poznaniem i Kaliszem, zachodniego Mazowsza z Płockiem, ziemią sieradzką i okolice Częstochowy, pozostałą część Kujaw, ziemię dobrzyńską oraz Gdańsk i Toruń – łącznie obszar o powierzchni 58 400 km² zamieszkały przez 1,136 mln osób.

### III rozbiór Polski – rok 1795
Trzeci rozbiór objął, jako Prusy Nowowschodnie i Nowy Śląsk (ziemie niezwiązane z właściwym Śląskiem): większość Mazowsza z Warszawą, Podlasie, Suwalszczyznę, część dawnego województwa trockiego i księstwa żmudzkiego oraz fragment województwa krakowskiego (m.in. dawne Księstwo siewierskie, własność biskupów krakowskich) – łącznie obszar o powierzchni 43 000 km² zamieszkały przez 1,042 mln osób.

### Okres napoleoński, Księstwo Warszawskie i Wolne Miasto Gdańsk

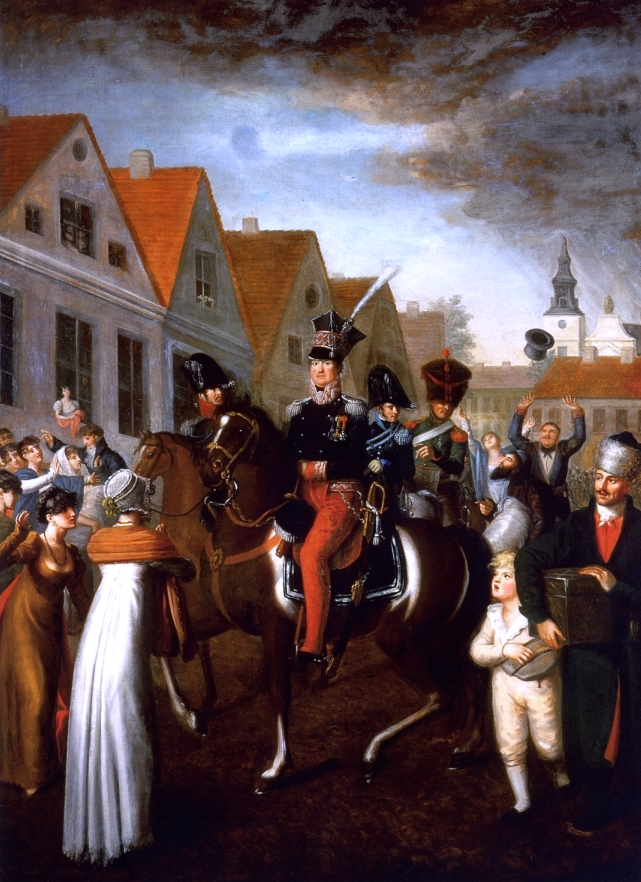
Wjazd Jana Henryka Dąbrowskiego do Poznania w 1806 roku

Wkroczenie wojsk napoleońskich na ziemie polskie doprowadziło w Wielkopolsce do wybuchu powstania skierowanego przeciw Prusakom. Osiągnięciem Polaków było utworzenie z części ziem zaboru pruskiego państwa o nazwie Księstwo Warszawskie. Po zawarciu w 1807 r. pokoju w Tylży Królestwo Prus utraciło na rzecz Imperium Rosyjskiego (zaboru rosyjskiego) obwód białostocki, a z ziem całości II i III oraz części I zaboru pruskiego (Kujawy, Pomorze nadnoteckie) utworzono Księstwo Warszawskie. Gdańsk stał się wolnym miastem stanowiącym kondominium Księstwa Warszawskiego oraz Królestwa Prus, pod protektoratem Francji. W 1812 obradowała Konfederacja Generalna Królestwa Polskiego – skonfederowany nadzwyczajny Sejm Księstwa Warszawskiego, który w czerwcu 1812 roku formalnie przekształcił Księstwo Warszawskie w Królestwo Polskie i proklamował przyłączenie do niego „ziem zabranych”. W lipcu 1812 roku formalnie przejęła ziemie litewsko-ruskie dawnej Rzeczypospolitej. Do Konfederacji przystąpił również król saski i książę warszawski Fryderyk August I, który w ten sposób przyjmował tytuł króla Polski. W wyniku przegranej wojsk Napoleona oraz okupacji Księstwa Warszawskiego przez wojska rosyjskie (1813) działania Konfederacji w praktyce przestały obowiązywać.

### Kongres wiedeński i Wielkie Księstwo Poznańskie
Wkrótce potem upadek Napoleona, a następnie decyzje kongresu wiedeńskiego przywracające w Europie porządek sprzed czasów napoleońskich, doprowadziły do powstania Wielkiego Księstwa Poznańskiego, które, podobnie jak Prusy Zachodnie, Warmia, oraz dawne starostwo drahimskie, pozostawało poza granicami Związku Niemieckiego, natomiast ziemia lęborsko-bytowska oraz okolice Czarnomyśla włączone do Nowej Marchii zostały wcielone do Niemiec. Powierzchnia Wielkiego Księstwa Poznańskiego liczyła około 29 tysięcy km. Obszar ten zamieszkiwało 776 tysięcy mieszkańców. Wielki książę poznański, Fryderyk Wilhelm III, wydał dekret mówiący o równouprawnieniu ludności polskiej i niemieckiej w dostępie do urzędów i używaniu języka polskiego w szkołach, sądach i administracji, natomiast akt taki nie został wydany dla ziem włączonych do Prus Wschodnich (Warmii), ziem włączonych do Prus Zachodnich (Pomorza Nadwiślańskiego i ziemi malborskiej), ziem włączonych do Prowincji Pomorze (dawnego starostwa drahimskiego i ziemi lęborsko-bytowskiej) ani ziem włączonych do Nowej Marchii (okolic Czarnomyśla).
Namiestnikiem Wielkiego Księstwa był Polak – książę Antoni Henryk Radziwiłł, ożeniony z księżniczką pruską. W 1823 roku rząd pruski wydał rozporządzenie dotyczące przeprowadzenia reformy uwłaszczeniowej nadającej chłopom Poznańskiego ziemię. Prusy i Rosja zawarły 3 maja 1815 roku traktat specjalny, który głosił m.in., że Polacy, poddani obu stron kontrahujących, otrzymają instytucje, zapewniające zachowanie ich narodowości podług form ustroju politycznego, jaki im nadać każdy z rządów uzna za stosowne. Wpływ na późniejszy kształt wschodniej granicy Królestwa Prus miała zachodnia granica Królestwa Polskiego (czyli zachodnia granica Imperium Rosyjskiego, gdyż Królestwo Polskie było jego częścią), którą w 1815 na kongresie wiedeńskim ustalono na Prośnie (Kalisz pozostał po stronie Królestwa Polskiego w zaborze rosyjskim), później granica biegła przez Kujawy, które także przedzielono granicą – wschodnie Kujawy znalazły się w zaborze rosyjskim, a zachodnie Kujawy w zaborze pruskim, w dalszym etapie granica biegła między ziemią dobrzyńską (po stronie rosyjskiej) a ziemią chełmińską (po stronie niemieckiej), następnie biegła między Mazowszem (po stronie rosyjskiej) a Mazurami (po stronie niemieckiej), a później między Podlasiem, Suwalszczyzną (oba po stronie rosyjskiej) a Mazurami (po stronie niemieckiej).
Po upadku powstania listopadowego, swobody jakimi dotychczas cieszyli się Polacy w tym zaborze, zaczęto systematycznie ograniczać. Na miejsce polskiego namiestnika powołano prusaka, Eduarda Flottwella, któremu nadano tytuł naczelnego prezesa Wielkiego Księstwa Poznańskiego. Rozpoczął się proces usuwania języka polskiego z instytucji publicznych, oraz unifikacji językowej królestwa. Polakom odebrano wiele majątków, oskarżając ich o współpracę z powstańcami, przekazując je w ręce Prusaków. Od 1832 roku w urzędach zaczął obowiązywać język niemiecki. W roku 1840 Flottwell został odwołany przez nowego króla pruskiego, Fryderyka Wilhelma IV. Nastąpiła pewna zmiana kursu polityki wobec osób polskojęzycznych.
Walka z zaborcą przebiegała na wielu płaszczyznach i przybierała rozmaite formy – od kultywowania narodowych zwyczajów i pieczołowitej ochrony dóbr kultury poprzez organizowanie tajnego nauczania w języku polskim aż po starcia zbrojne. Klęska powstania listopadowego spowodowała, iż bogate warstwy społeczeństwa chwilowo porzuciły myśl o walce powstańczej. Przedstawiciele inteligencji i ziemiaństwa szczególny nacisk położyli na podniesienie poziomu gospodarczego i kulturalnego kraju. W połowie XIX wieku działalność tę zaczęto określać mianem pracy organicznej. Rozwijała się ona zwłaszcza w regionie poznańskiem. Rezultatem współpracy ziemiaństwa z mieszczaństwem było np. zorganizowanie przez ziemianina – Gustawa Potworowskiego – Kasyna w Gostyniu, które pracowało nad podniesieniem poziomu kultury, gospodarki i oświaty polskiej. Karol Marcinkowski założył Towarzystwo Naukowej Pomocy dla Młodzieży Wielkiego Księstwa Poznańskiego (1841), zajmujące się zbieraniem pieniędzy, z których fundowano stypendia dla kształcącej się polskiej młodzieży. W tym samym roku wybudowano w Poznaniu „Bazar”, mieszczący hotel, kasyno, sklepy i warsztaty rzemieślnicze. Pracy organicznej patronował również Hipolit Cegielski – polonista, nauczyciel gimnazjalny, a następnie twórca fabryki narzędzi i maszyn rolniczych (1846).

### Wiosna Ludów i Prowincja Poznańska
W 1848 r. na teren zaboru pruskiego zaczęły przenikać ruchy rewolucyjne, powodujące wybuch walk w Europie. Określa się je mianem Wiosny Ludów. Ich przywódcą w Wielkim Księstwie Poznańskim został Ludwik Mierosławski. Przybył on do Poznania po wypuszczeniu z więzienia berlińskiego. Jego obecność wywołała ogromny wpływ na tutejszą ludność, która zaczęła siłą usuwać urzędników pruskich ze stanowisk. W trakcie negocjacji Prusacy obiecali Księstwu autonomię. Gdy nie dotrzymali przyrzeczenia, doszło do wybuchu walk. Toczyły się one pod Książem Wielkopolskim, gdzie oddziały polskie poniosły klęskę. Zwycięskie bitwy miały miejsce m.in. pod Miłosławiem oraz we wsi Sokołowo, niedaleko Wrześni. Później jednak oficerowie powstańczy, nie wierząc w możliwość ostatecznego zwycięstwa, zaczęli opuszczać szeregi. 9 maja Mierosławski zrzekł się dowództwa, a następnie podpisano akt kapitulacji. Ostatecznie po upadku powstania z 1848 r. zlikwidowano Wielkie Księstwo Poznańskie, a jego tereny przemianowano na Prowincję Poznańską, ustanawiając ją jedną z pruskich prowincji bez żadnej autonomii, jednak zarówno ona, jak i Prusy Zachodnie oraz dawne starostwo drahimskie pozostawały nadal poza Związkiem Niemieckim.

### Zabór pruski – zaborem niemieckim
Królestwo Prus, w tym cały zabór pruski, stało się w 1867 r. członkiem federacji Związku Północnoniemieckiego, stanowiącego najwcześniejszy podmiot prawa międzynarodowego, z którym współczesne Niemcy zachowują ciągłość prawną, a zarazem pierwsze niemieckie państwo narodowe, podniesione następnie w 1871 r. do rangi Cesarstwa Niemieckiego. Stąd też po 1867 r. raczej powinno się mówić o zaborze niemieckim.

### I wojna światowa i Królestwo Regencyjne
5 listopada 1916 w wyniku konferencji w Pszczynie władze niemieckie i austro-węgierskie wydały proklamację zawierającą obietnicę powstania Królestwa Polskiego, pozostającego w niesprecyzowanej „łączności z obu sprzymierzonymi mocarstwami”. W akcie tym nie określono granic przyszłej monarchii, a jej status wyrażało słowo „samodzielne” zamiast „niepodległe”, co nie satysfakcjonowało m.in. polskich działaczy narodowych na Śląsku, którzy uznali ogłoszenie tego aktu za działanie pozorne. Dokument ten zawierał natomiast sformułowania dotyczące utworzenia armii polskiej. 12 września 1917 władze okupacyjne wydały patentu o ustanowieniu Władzy Państwowej w Królestwie Polskiem, a 27 października 1917 intronizowano Radę Regencyjną Królestwa Polskiego. 8 stycznia 1918 roku w orędziu do Kongresu prezydent Thomas Woodrow Wilson przedstawił swój plan pokojowy złożony z czternastu punktów, wśród których punkt 13 postulował 
Stworzenie niepodległego państwa polskiego na terytoriach zamieszkanych przez ludność bezsprzecznie polską, z wolnym dostępem do morza; niepodległością polityczną, gospodarczą, integralność terytoriów tego państwa powinna być zagwarantowana przez konwencję międzynarodową.
 5 października 1918 r. kanclerz Rzeszy Maksymilian Badeński uznał te warunki jako podstawę rokowań. W ślad za tym 7 października 1918 r. Rada Regencyjna uczyniła podobnie i zarazem zadeklarowała niepodległość Królestwa Polskiego.

### II Rzeczpospolita i traktat wersalski
Po I wojnie światowej nowo utworzona II Rzeczpospolita odzyskała od Niemiec wprost na mocy traktatu wersalskiego:
- większość Wielkopolski (faktycznie w uznaniu zdobyczy powstania z lat 1918–1919)
- większość Pomorza Gdańskiego (przy czym na jego części utworzono Wolne Miasto Gdańsk – terytorium odrębne i jedynie pod pewnymi względami częściowo zależne od Polski – zgodnie z konwencją polsko-gdańską).

Polska uzyskała wówczas także terytoria Rzeszy Niemieckiej, które bezpośrednio przed rozbiorami nie należały do I Rzeczypospolitej – tj.:
- należące do Polski przed rozbiciem dzielnicowym i (jedynie nominalnie) przez okres rozbicia dzielnicowego Polski:
  - wschodnia część Górnego Śląska z Katowicami (plebiscyt, powstania z lat 1919–1921, decyzja mocarstw, wraz z konwencją genewską o Górnym Śląsku)
  - tzw. kraik rychtalski na Dolnym Śląsku (decyzja mocarstw)
- fragmenty Prus Górnych, należących do związanych z Polską jako jej lenno w latach 1466–1657, kolejno: Prus Zakonnych i następnie Książęcych:
  - wsie: Napromek na Mazurach i Janowo na Powiślu (plebiscyt)
  - rejon Działdowa na Mazurach (decyzja mocarstw w związku z przebiegiem strategicznej linii kolejowej)

## Germanizacja
Pruska polityka germanizacji językowej ludności polskojęzycznej rozpoczęła się jeszcze na długo przed rozbiorami I Rzeczypospolitej, nasilając się od zajęcia w 1740 roku przez króla pruskiego Fryderyka II Wielkiego niemal całości obszaru ziem Górnego Śląska (odbicie z rąk monarchii Habsburgów podczas wojny o charakterze walk katolików przeciw protestantom). W momencie wkraczania wojsk pruskich na te tereny przeważała na nich znacząco ludność polskojęzyczna, świadczą o tym chociażby zapiski urzędników pruskich, którzy notowali panujące ówcześnie na tym obszarze warunki językowo-obyczajowe. Już w 1744 r. zaprowadzono na terenie Śląska nakaz stosowania języka niemieckiego w sądownictwie. W 1754 r. wprowadzono zakaz zatrudniania w szkołach nauczycieli bez znajomości urzędowego języka niemieckiego, a w 1763 r. powszechny obowiązek nauczania tego języka we wszystkich szkołach podstawowych, rok później zwolniono wszystkich nauczycieli, którzy nie rozumieli mowy niemieckiej. Ważną rolę w germanizacji Górnego Śląska odegrała także akcja osadnicza, tak zwana kolonizacja fryderycjańska. Germanizacja językowa nie ustała po dokonaniu rozbiorów I RP. W 1810 r. wydano nakaz używania języka niemieckiego na nabożeństwach odprawianych w kościołach ewangelickich.
W 1876 r. wycofano ostatecznie język polski z sądownictwa i urzędów na całym obszarze ziem zaboru pruskiego, a z urzędowego języka niemieckiego metodycznie usuwano polonizmy (polskie nazwy miast, ulic, nazwisk i miejscowości).
W latach 1872–1874 prawie całkowicie wyrugowano język polski ze szkół. Nauczycieli nie znających niemieckiego usuwano, a na ich miejsce zatrudniano osoby niemieckojęzyczne, bądź dwujęzyczne.
Po dymisji Bismarcka nastąpiło przejściowe złagodzenie polityki germanizacyjnej (tzw. era Capriviego, 1890–1894). Germanizacja wzmogła się znów po 1894 r., przybrała postać tzw. hakatyzmu i trwała do I wojny światowej.

## Konflikt z kościołem

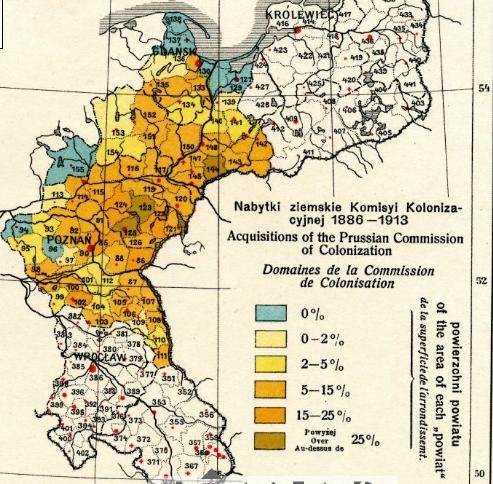
Nabytki ziemskie Komisji Kolonizacyjnej w latach 1886–1913.

Na ziemiach polskich zagarniętych przez Królestwo Prus, Kościół został całkowicie podporządkowany państwu, a klasztory skasowane. Nastąpiło to zgodnie z polityką sekularyzacji (czyli zmniejszeniu roli religii dla społeczeństwa) prowadzoną przez państwo pruskie wobec całej ludności. Główny nacisk został położony na odizolowanie Kościoła katolickiego od Stolicy Apostolskiej. Majątek kościelny został odebrany i przejęty przez zaborcę, a biskupi katoliccy zmuszeni do składania przysięgi na wierność królowi pruskiemu. Rząd pruski podjął na szeroką skalę akcję germanizacji językowej i protestantyzacji ziem polskich, polegającą m.in. na sprowadzaniu z głębi Prus kolonistów niemieckojęzycznych różnego pochodzenia, w większości protestantów, i osiedlaniu ich na anektowanych terenach Rzeczypospolitej w Wielkopolsce i Pomorzu. Zajścia te jednoczyły Polaków mieszkających w Wielkopolsce i na Pomorzu, ale także i na Górnym Śląsku.
Także późniejsza sytuacja Wielkiego Księstwa Poznańskiego w II połowie XIX wieku była bardzo trudna. W 1867 roku zostało ono włączone do Związku Północnoniemieckiego. Objęcie stanowiska kanclerza Rzeszy przez Ottona von Bismarcka spowodowało kolejne zaostrzenie polityki germanizacyjnej na polskich ziemiach. Skierowana ona była przeciw Kościołowi (tzw. Kulturkampf, czyli walka o czystość kultury II Rzeszy, rozpoczęta w 1871 roku na terenie całej konfederacji). Walka przeciw Kościołowi miała za zadanie osłabienie jego wpływu na społeczeństwo na terenie całej Rzeszy. Arcybiskup Mieczysław Ledóchowski starał się nie dopuścić do pogorszenia stosunków z władzami niemieckimi. Na skutek prześladowań duchowieństwa doszło jednak do konfliktu. Ledóchowskiego uwięziono (1874), ponieważ sprzeciwił się ustawie z 1873 roku uzależniającej Kościół od państwa. W 1885 roku rozpoczęto tzw. rugi pruskie, zarządzenia polecające opuszczenie wschodnich prowincji państwa wszystkim osobom, nie posiadającym obywatelstwa niemieckiego. Dotknęły one około 26 tys. ludzi, przede wszystkim robotników i rzemieślników kontraktowych. W 1886 roku rząd pruski utworzył Komisję Kolonizacyjną, która zajęła się wykupywaniem ziemi z rąk obywateli polskojęzycznych i osiedlaniem na niej osób niemieckojęzycznych różnego pochodzenia. Proces germanizacji jeszcze się nasilił. Powołano do życia Towarzystwo dla Popierania Niemczyzny na Kresach Wschodnich (1894). Pod koniec XIX wieku zmieniło ono nazwę na Niemiecki Związek Kresów Wschodnich. Popularnie określany był Hakatą – od pierwszych liter nazwisk jego założycieli: Hansemanna, Kennemanna i Tidemanna. Zadaniem związku było ograniczanie języka polskiego na terenach zaboru pruskiego, oraz krytyka jego użytkowników. Działalność Hakaty cieszyła się poparciem nowego kanclerza Rzeszy – Bernharda von Bülowa. W skład tej organizacji wchodziło ponad 25% mieszkańców Wielkopolski.

## Reakcje na germanizację

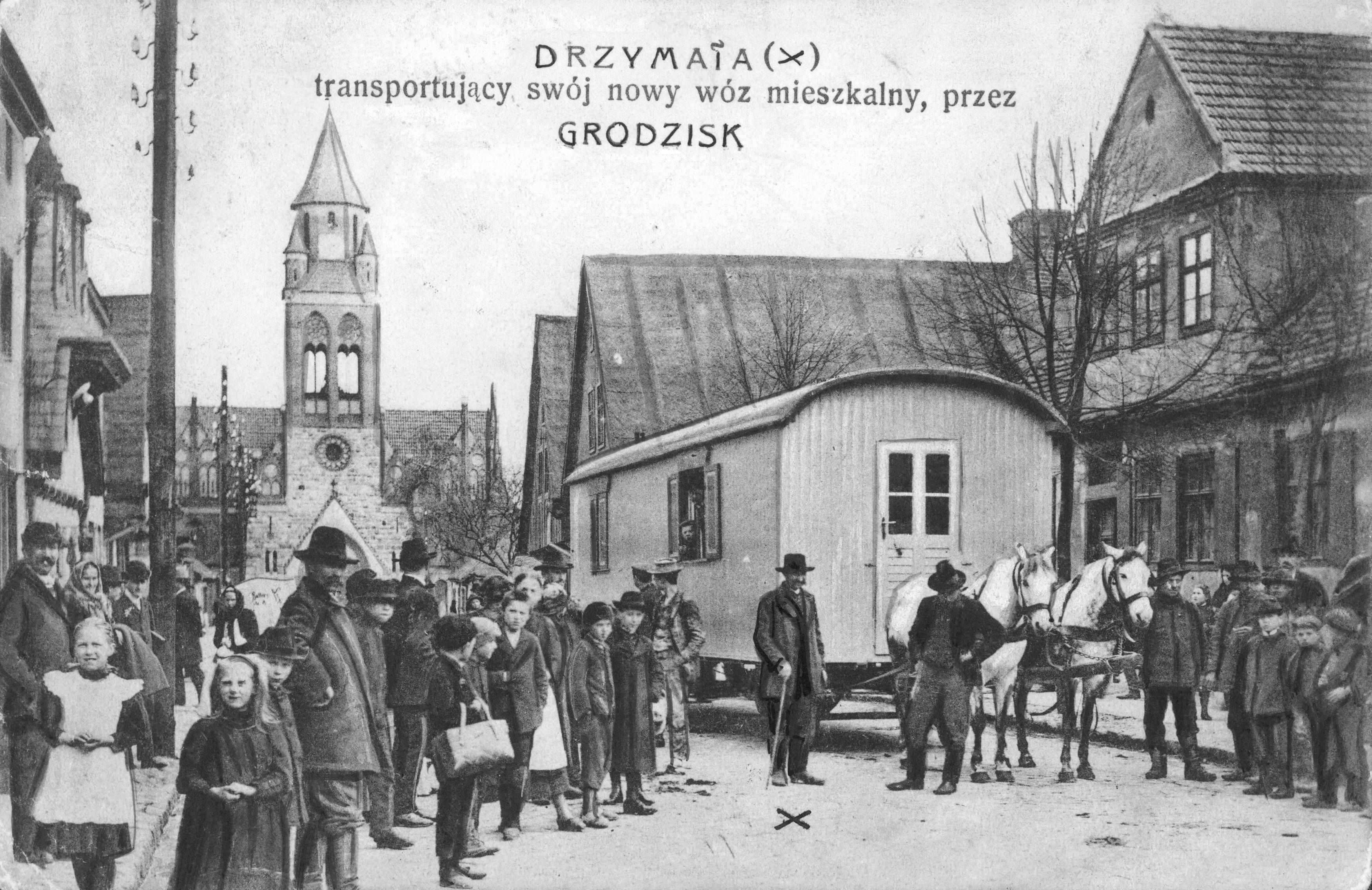
Michał Drzymała i jego wóz w Grodzisku Wielkopolskim

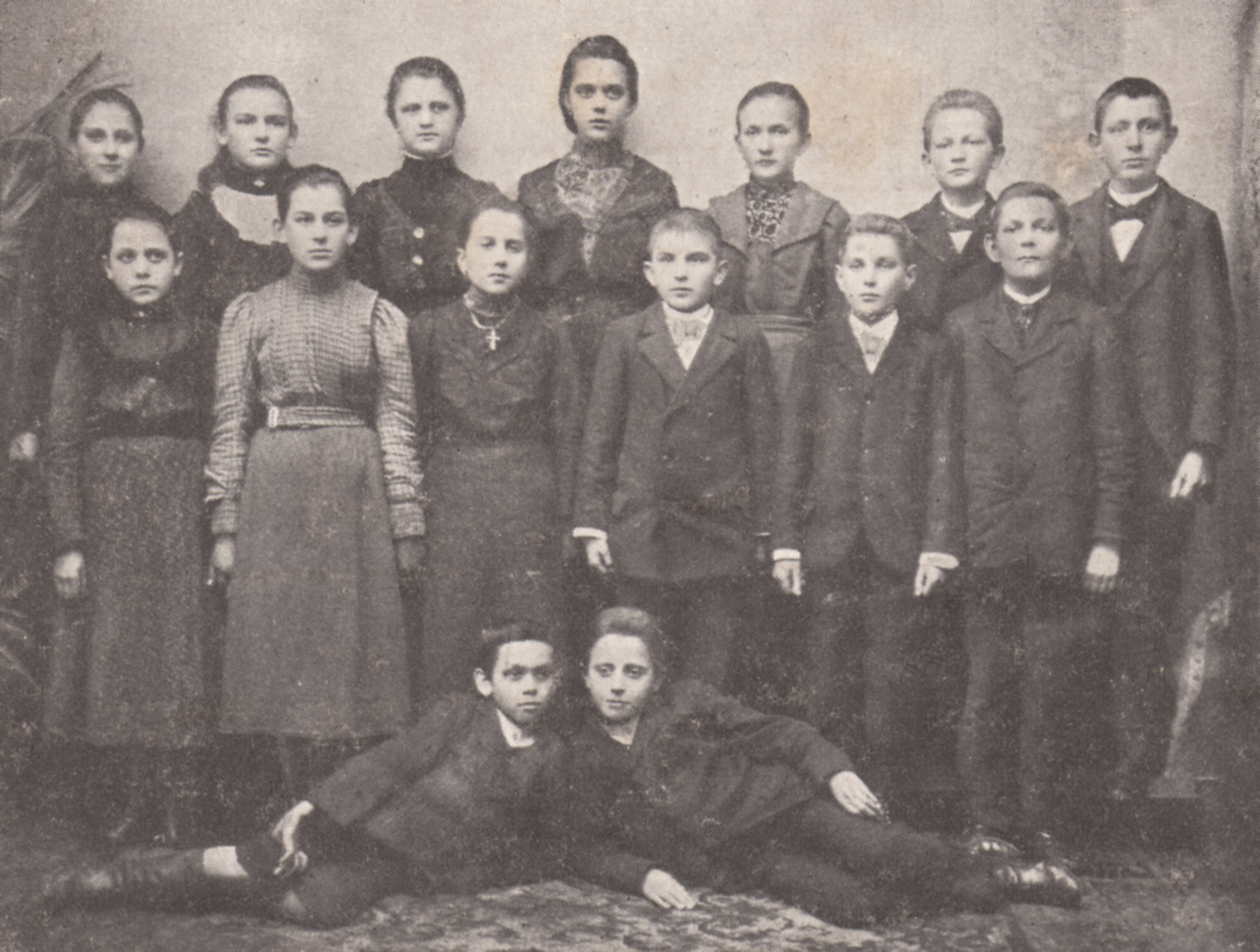
Uczestnicy strajku dzieci wrzesińskich

Po upadku powstania w Wielkopolsce i po klęsce styczniowej 1864 r. odżyły hasła organicznikowskie. Okres ten, przeciwstawiający romantyzmowi kult pracy i wiarę w zdobycze nauki, charakteryzujący się nasileniem dążeń do gospodarczej i kulturalnej odbudowy kraju, nazywany jest pozytywizmem.
Podtrzymując tradycję zapoczątkowaną przez Karola Marcinkowskiego, angażowano siły w rozwój gospodarki i oświaty Wielkiego Księstwa. Programem „pracy u podstaw” objęto chłopów i zawiązano w Piasecznie koło Gniewa pierwsze w Polsce Towarzystwo Rolnicze. Wśród ludności miast powstawały spółki zarobkowe udzielające pożyczek. W 1871 r. utworzono też Związek Spółek Rolniczych, na którego czele stanął ksiądz Piotr Wawrzyniak.
Funkcjonowało Towarzystwo Pomocy Naukowej. Przez długie lata kierował nim Hipolit Cegielski. W 1872 roku w Poznaniu rozpoczęło swoją działalność Towarzystwo Oświaty Ludowej, mające za zadanie zakładanie bibliotek na wsiach. Gdy władze pruskie rozwiązały tę organizację, pojawiła się ona ponownie w 1880 r. – tym razem pod nazwą Towarzystwa Czytelni Ludowych.
Władze zaborcze wydały ustawy skierowane przeciwko zakładaniu przez osoby deklarujące język polski nowych gospodarstw oraz zakazały używania języka polskiego na zebraniach. Osoby te stawiały opór zaborcy, czego przykładem jest strajk szkolny we Wrześni w 1901 r. Powodem jego ogłoszenia była zmiana języka polskiego na niemiecki na lekcjach religii. W historiografii polskiej zapisała się postać Michała Drzymały, któremu władze pruskie nie pozwoliły wybudować domu (1904). Nabył on ziemię we wsi Podgradowice i zamieszkał w wozie cyrkowym. Władze zaborcze „ze względów bezpieczeństwa” kazały mu usunąć wóz, ale dzięki składkom ludzi zakupiono nowy. Po pięciu latach Prusacy zmusili Drzymałę do opuszczenia także i tego lokum. Osiedlił się wówczas w ziemiance. Jego postawa stała się symbolem walki z germanizacją.

## Poziom rozwoju na terenie zaboru pruskiego w porównaniu do innych zaborów
Tereny dawnego zaboru pruskiego charakteryzowały się zdecydowanie większym poziomem rozwoju gospodarczego i szkolnego niż obszary zaborów austriackiego i rosyjskiego. Przemysł i rolnictwo były o wiele bardziej rozwinięte, a odsetek analfabetów był niższy. I tak oto na ziemiach, które przed 1914 r. należały do Cesarstwa Niemieckiego, a w latach 1918–1921 znalazły się w granicach odrodzonej Polski można zauważyć, że były zdecydowanie lepiej rozwinięte niż ziemie, które przed 1914 należały do Imperium Rosyjskiego i Austro-Węgier. Tereny Wielkopolski, Górnego Śląska i Pomorza Gdańskiego (w tym ziemi chełmińskiej) oraz zachodnich Kujaw miały wysoko rozwinięte rolnictwo czy przemysł, a poziom analfabetyzmu nie przekraczał kilku procent. I choć na niektórych terenach dawnego zaboru rosyjskiego znajdowały się dość dobrze rozwinięte miejsca związane z rolnictwem i przemysłem, m.in. wschodnie Kujawy, Lubelszczyzna, Wołyń, przemysłowe okręgi łódzki, warszawski, białostocki czy staropolski (okolice Kielc i Radomia), to nie było to aż na taką dużą skalę jak na terenach, które należały do Niemiec przed 1914 r., gdyż pozostała część terenów należących przed 1914 do Rosji była słabo rozwinięta i dość powszechny był analfabetyzm, któremu sprzyjał brak obowiązku szkolnictwa w zaborze rosyjskim, zaś rolnictwo było związane raczej z miejscami, gdzie występowały gleby dobrej jakości, a tereny wiejskie były biedne, mimo miejsc z rolnictwem i przemysłem. Teren zaboru austriackiego (Galicji) był jeszcze gorszy dla rolnictwa, ze względu na wyżynno-rolnicze tereny i występował tylko przemysł naftowy. Jedynie w zaborze austriackim analfabetyzm był niższy niż na terenie zaboru rosyjskiego, ze względu na obowiązek szkolny. Dodatkowo na terenach należących do Niemiec przed 1914 rokiem na terenach wiejskich zdecydowanie dominowały domy murowane, w przeciwieństwie do terenów należących przed 1914 r. do Rosji i Austro-Węgier, gdzie dominowały domy drewniane na terenach wiejskich. Oświetlenie i elektryfikacja miast w zaborze pruskim były także lepsze niż w pozostałych, dużo większy procent mieszkań i domostw miał dostęp do kanalizacji i bieżącej wody. Pod względem rozwoju polskości i języka polskiego najlepsza sytuacja była w zaborze austriackim, zaś pod względem rozwoju gospodarczego w pruskim.

## Największe miasta w zaborze pruskim
Lista największych miast zaboru pruskiego w 1910 r. oraz ich późniejsza przynależność państwowa:
|     | miasto              | populacja | prowincja       | województwo (w 1771) | rok przyłączenia do Prus | 1930                | 2017   |
| --- | ------------------- | --------- | --------------- | -------------------- | ------------------------ | ------------------- | ------ |
| 1.  | Gdańsk              | 170 337   | Prusy Zachodnie | pomorskie            | 1793, 1814               | Wolne Miasto Gdańsk | Polska |
| 2.  | Poznań              | 156 696   | Poznańska       | poznańskie           | 1793, 1815               |                     | Polska |
| 3.  | Elbląg              | 58 636    | Prusy Zachodnie | malborskie           | 1772                     |                     | Polska |
| 4.  | Bydgoszcz           | 57 696    | Poznańska       | inowrocławskie       | 1772, 1815               |                     | Polska |
| 5.  | Toruń               | 46 227    | Prusy Zachodnie | chełmińskie          | 1793, 1815               |                     | Polska |
| 6.  | Grudziądz           | 40 325    | Prusy Zachodnie | chełmińskie          | 1772                     |                     | Polska |
| 7.  | Olsztyn             | 33 077    | Prusy Wschodnie | Ks. warmińskie       | 1772                     |                     | Polska |
| 8.  | Gniezno             | 26 900    | Poznańska       | gnieźnieńskie        | 1793, 1815               |                     | Polska |
| 9.  | Piła                | 26 126    | Poznańska       | poznańskie           | 1772, 1815               |                     | Polska |
| 10. | Inowrocław          | 25 604    | Poznańska       | inowrocławskie       | 1772, 1815               |                     | Polska |
| 11. | Leszno              | 17 156    | Poznańska       | poznańskie           | 1793, 1815               |                     | Polska |
| 12. | Tczew               | 16 894    | Prusy Zachodnie | pomorskie            | 1772                     |                     | Polska |
| 13. | Sopot               | 15 015    | Prusy Zachodnie | pomorskie            | 1772                     | Wolne Miasto Gdańsk | Polska |
| 14. | Ostrów Wielkopolski | 14 770    | Poznańska       | kaliskie             | 1793, 1815               |                     | Polska |
| 15. | Braniewo            | 13 691    | Prusy Wschodnie | Ks. warmińskie       | 1772                     |                     | Polska |
| 16. | Malbork             | 13 095    | Prusy Zachodnie | malborskie           | 1772                     |                     | Polska |
| 17. | Krotoszyn           | 13 065    | Poznańska       | kaliskie             | 1793, 1815               |                     | Polska |
| 18. | Chełmno             | 11 718    | Prusy Zachodnie | chełmińskie          | 1793, 1815               |                     | Polska |
| 19. | Starogard Gdański   | 10 419    | Prusy Zachodnie | pomorskie            | 1772                     |                     | Polska |

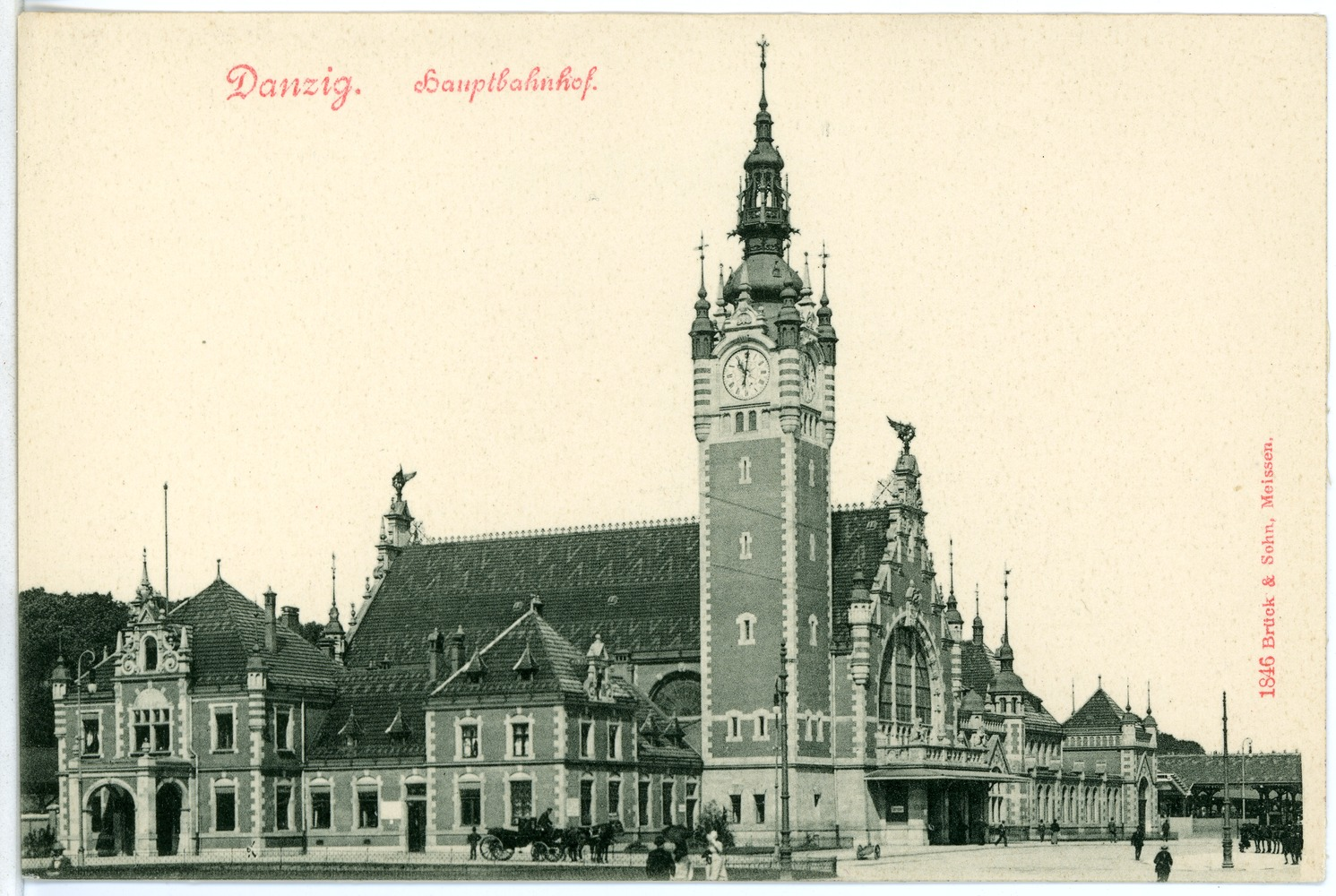
Gdańsk, pocz. XX w.
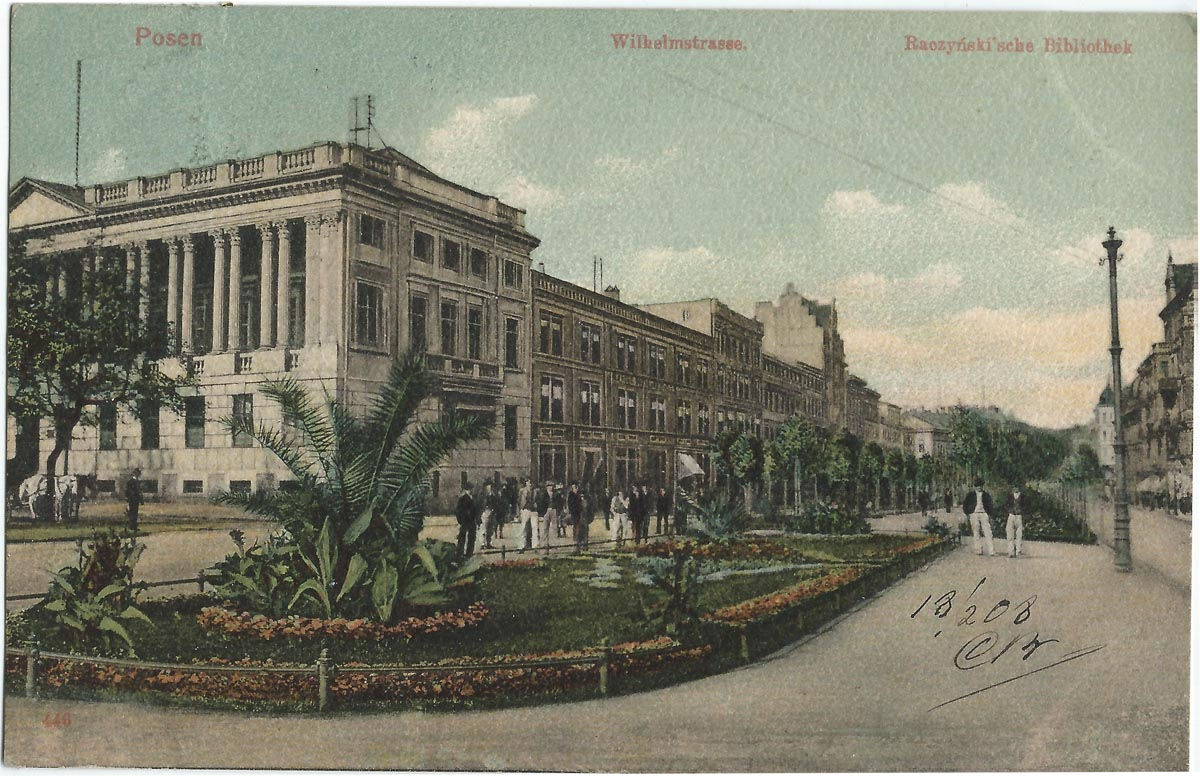
Poznań, pocz. XX w.